# 여름 축제
여름 축제(일본어: 夏祭り 나츠마츠리[*])는 일본에 걸쳐 여름에 열리는 축제를 말한다. 대락 7월 초에서 8월 말에 열린다. 9월 이후의 축제는 음력 7월에 이뤄지면 이 여름 축제에 준해서 열린다.